# Алькантарас
Алькантарас (Alcântaras) — муніципалітет у Бразилії, розташований у штаті Сеара.

## Стислі відомості
Велика родина, яка прибула з Алькантараса (Іспанія) до Пернамбуку, дісталася до Сеари приблизно у 1880 році — так виникло поселення. Алькантарас отримав статус муніципалітету у жовтні 1957 року.